# Emma Cannon
Emma Cannon (ur. 1 czerwca 1987 w Rochester) – amerykańska koszykarka występująca na pozycjach silnej skrzydłowej lub środkowej, obecnie zawodniczka Indiana Fever w WNBA.
Przed sezonem 2018/2019 została zawodniczką Arki Gdynia.
14 stycznia 2021 została zawodniczką Las Vegas Aces. 28 lipca 2021 dołączyła do Indiana Fever.

## Osiągnięcia
Stan na 20 czerwca 2022, na podstawie, o ile nie zaznaczono inaczej..
NCAA
- Uczestniczka II rundy turnieju NCAA (2015)
- Mistrzyni turnieju konferencji USA (2009)
- MVP turnieju konferencji USA (2009)
- Zaliczona do:
  - I składu:
    - turnieju konferencji USA (2009)
    - konferencji USA (2009)
    - najlepszych zawodniczek pierwszorocznych konferencji USA (2008)

  - III składu konferencji USA (2010)

WNBA
- Liderka debiutantek WNBA w skuteczności rzutów z gry (2017 – 49,1%)

Drużynowe
- Mistrzyni:
  - Izraela (2022)[7]
  - Niemiec (2013–2015)
  - grupy północnej II ligi niemieckiej (2011)
- Brąz mistrzostw Polski (2019)[8]
- Zdobywczyni pucharu Niemiec (2014, 2015)

Indywidualne
(* – nagrody przyznane przez portal eurobasket.com)
- MVP:
  - ligi niemieckiej (2013)*
  - finałów ligi izraelskiej (2022)*[7]
  - II rundy ligi rosyjskiej (2017)*
- Najlepsza*:
  - zawodniczka zagraniczna ligi niemieckiej (2013, 2014)
  - środkowa ligi niemieckiej (2013)
  - skrzydłowa ligi:
    - niemieckiej (2014)
    - izraelskiej (2022)[7]
- Zaliczona do:
  - I składu:
    - EBLK (2019)[9]
    - ligi:
      - niemieckiej (2013, 2014)*
      - izraelskiej (2022)*[7]

    - najlepszych zawodniczek zagranicznych ligi*:
      - rosyjskiej (2017)
      - niemieckiej (2012–2015)
      - izraelskiej (2022)[7]

  - II składu ligi*:
    - rosyjskiej (2017)
    - niemieckiej (2012, 2015)

  - III składu ligi tureckiej (2021)*[10]
  - składu honorable mention ligi*:
    - izraelskiej (2016)
    - rosyjskiej PBL (2018)
- Liderka:
  - strzelczyń ligi:
    - rosyjskiej (2017)
    - niemieckiej (2013, 2014)

  - w zbiórkach ligi:
    - rosyjskiej (2017)
    - niemieckiej (2013, 2014)
    - tureckiej (2021)[10]